# Martin Riley
Martin Riley, född den 5 december 1988 i Wolverhampton, England, är en engelsk fotbollsspelare som sedan 2017 spelar för Halifax Town. 
Han spelade i Wolverhampton Wanderers från 13 års ålder och var med i laget som gick till semifinal i FA Youth Cup 2005. 2007 erbjöds han ett ettårskontrakt med Wolves men lyckades inte ta en ordinarie plats i laget och lånades under våren 2008 ut en månad till Shrewsbury Town. 5 augusti 2008 skrev han på för Kidderminster Harriers.
Han har spelat U-20 fotboll för England.